# Charlotte Bousquet
Pour les articles homonymes, voir Bousquet.
Charlotte Bousquet, née le 9 janvier 1973 en France, est une philosophe et romancière française.

## Biographie
Philosophe de formation, Charlotte Bousquet publie d'abord Zaïna et le fils du vent (1999), Le défi de Zaïna (2001) et Lights, caméra, révolution (2002). En 2002, elle soutient à la Sorbonne une thèse sur les mondes imaginaires, Les mondes imaginaires et le déplacement du réel : un questionnement de l'être humain.
Depuis 2003, elle a écrit plusieurs articles philosophiques dans des ouvrages collectifs, tels que « Descartes, le fantastique inavoué, la fable inavouable » ou « Corps fantastique, âme fantasmée ».
De 2004 à 2006, elle publie la trilogie du Cœur d'Amarantha : Les Arcanes de la trahison, pour lequel elle obtient le prix Merlin, Les Arcanes de la discorde et Les Arcanes du jugement.
Elle a collaboré à la revue Faeries par des nouvelles et des dossiers (sur David Eddings, Mercedes Lackey, Guy Gavriel Kay notamment). Elle a participé du début à la fin en tant que nouvelliste à la création du jeu de rôles COPS.
Charlotte Bousquet a créé, avec son époux l'illustrateur Fabien Fernandez (Fablyrr), la maison d'éditions CDS-éditions, dans laquelle elle a dirigé la collection Pueblos (2009/2011) composée d'anthologies destinées à venir en aide aux associations humanitaires et écologiques, le thème étant choisi pour sensibiliser le public et les droits d'auteurs leur étant reversés. La première publication de la collection Pueblos a été l'anthologie L dont les droits sont reversés à l'association Aurore - La maison Cœur de femmes.
Lettres aux ténèbres, roman fantastique, épistolaire et vampirique préfacé par Jean Marigny, est paru en février 2008 aux éditions Le Calepin jaune. Il a été réédité, en version augmentée, et avec la participation amicale d'auteurs comme Jean Marigny et Justine Niogret, aux éditions Rivière Blanche en 2010. Le premier recueil de nouvelles de Charlotte Bousquet, Au miroir des sphinx, est sorti en septembre 2008 aux éditions Argemmios. Aux éditions Mnémos, elle a publié trois romans, composant le premier arc d'un cycle de dark fantasy : L'Archipel des Numinées. Le premier tome, Arachnae est paru en avril 2009. Le deuxième, Cytheriae, a remporté le prix Elbakin 2010 et le prix Imaginales 2011 (meilleur roman et meilleure illustration).
2009 marque son retour aux récits jeunesse avec La Marque de la bête (éditions Mango). En 2010 elle se lance dans le polar historique : Noire lagune (sélection juke box ados 2010) et Princesses des os paraissent chez Gulf Stream éditeur, dans la collection Courants noirs. Suivra, en 2012, Venenum chez le même éditeur. Pour les adolescents, toujours chez le même éditeur, elle écrit en 2012 Précieuses, pas ridicules, un abécédaire décapant sur le féminisme et les arts, illustré par Stéphanie Rubini. Avec la même illustratrice, elle scénarise plusieurs Bandes dessinées pour adolescent, touchant toujours à des thèmes forts (acceptation de soi, différence, amour, famille). Aux éditions de l'Archipel, elle publie La Peau des rêves, une pentalogie « young adults ». Le premier tome, Nuit tatouée (2011), a remporté le Prix Imaginales des collégiens 2012.
Le Dernier Ours, en 2012, est un roman « qu'elle situe en 2037, dans un Groenland dévasté par la fonte de la banquise et la prolifération des exploitations minières. »
En 2017 est publié son roman jeunesse Le Jour où je suis partie, dans lequel Tidir, jeune femme du Maroc, veut fuir son mariage forcé. Pour Michel Abescat dans son avis critique de Télérama, le roman « interroge la condition des femmes et la violence de classes d’une société très inégalitaire. L’auteur, à l’évidence, écrit dans le mouvement d’un sujet qui l’habite ; sa sincérité et son engagement emportent le livre. »

## Œuvres

### Cycles romanesques

#### Zaïna
1. Zaïna et le fils du vent, Rabat, Maroc, Éditions Yomad, coll. « Yemma junior », 1999, 140 p. (ISBN 978-9954-0-0013-7)Prix « Grand Atlas » des Lycéens 2001
2. Le Défi du Zaïna, Rabat, Maroc, Éditions Yomad, coll. « Yemma junior », 2001, 152 p. (ISBN 978-9954-0-0037-3)

#### Cycle duCœur d'Amarantha
1. Le cœur d’Amarantha, t. 1 : Les Arcanes de la trahison, Aix-en-Provence, France, Nestiveqnen Éditions, coll. « Fractales/Fantasy », 2004, 295 p. (ISBN 978-2-910899-88-2)Prix Merlin 2005
2. Le cœur d’Amarantha, t. 2 : Les Arcanes de la discorde, Aix-en-Provence, France, Nestiveqnen Éditions, coll. « Fractales/Fantasy », 2004, 368 p. (ISBN 978-2-910899-99-8)
3. Le cœur d’Amarantha, t. 3 : Les Arcanes du jugement, Aix-en-Provence, France, Nestiveqnen Éditions, coll. « Fractales/Fantasy », 2006, 396 p. (ISBN 978-2-915653-21-2)

#### CycleL'Archipel des Numinées
1. Arachnae, Ill. Elvire De Cock, Lyon, France, Éditions Mnémos, coll. « Icares », 2009, 302 p. (ISBN 978-2-35408-050-1)
2. Cytheriae, Ill. Elvire De Cock, Lyon, France, Éditions Mnémos, coll. « Icares », 2010, 288 p. (ISBN 978-2-35408-080-8)
3. Matricia, Ill. Elvire De Cock, Lyon, France, Éditions Mnémos, coll. « Icares », 2011, 280 p. (ISBN 978-2-35408-129-4)

- Intégrale : L'Archipel des Numinées, Lyon, France, Éditions Mnémos, 2019, 784 p. (ISBN 978-2-35408-723-4) (Contient Arachnae, Cytheriae, Matricia et les nouvelles et poèmes situés dans le même univers.)

#### CycleLa Peau des rêves
1. Nuit tatouée, Paris, France, L'Archipel, coll. « Galapagos », 2011, 240 p. (ISBN 978-2-8098-0562-8)
2. Nuit brûlée, Paris, France, L'Archipel, coll. « Galapagos », 2012, 240 p. (ISBN 978-2-8098-0635-9)
3. Les Chimères de l'aube, Paris, France, L'Archipel, coll. « Galapagos », 2012, 256 p. (ISBN 978-2-8098-0778-3)
4. L'aube des cendres, Paris, France, L'Archipel, coll. « Galapagos », 2013, 288 p. (ISBN 978-2-8098-1046-2)

#### CycleLune et l'ombre
1. Fuir Malco, Nantes, France, Gulf Stream, 2014, 208 p. (ISBN 978-2-35488-209-9)
2. Forger le lien, Nantes, France, Gulf Stream, 2015, 208 p. (ISBN 978-2-35488-231-0)
3. Briser le sort, Nantes, France, Gulf Stream, 2015, 216 p. (ISBN 978-235488-234-1)

#### CycleShâhra
1. Shâhra, Les Masques d'Azr'Khila, France, Les éditions Mnémos, 2018, 336 p. (ISBN 978-2-35408-651-0)
2. Shâhra, Les Voiles d'Azara, France, Les éditions Mnémos, 2020, 272 p. (ISBN 978-2-35408-790-6)

#### CycleLes Enfants des saules
1. Les Descendants, Nantes, France, Gulf Stream, 2021, 192 p. (ISBN 978-2-35488-882-4)
2. Les Graines de discorde, Nantes, France, Gulf Stream, 2021, 176 p. (ISBN 978-2-35488-921-0)
3. La Porte des Fées, Nantes, France, Gulf Stream, 2022, 176 p. (ISBN 978-2-35488-989-0)

### Romans indépendants
- C.O.P.S. : Lights, Camera, Révolution, Guyancourt, France, Éditions Asmodée, 2002 (ISBN 978-2-914849-02-9)
- Charlotte Bousquet (dir.), Le Crépuscule des Loups, Fleurance, France, ill. de Fablyrr, Jijicé et Estelle Valls de Gomis, Éditions Le Calepin Jaune, coll. « Passe-velours », 2008, 240 p., 11 ill. (ISBN 978-2-9528966-5-8)Recueil de nouvelles de 17 auteurs
- La marque de la bête, Paris, Éditions Mango, coll. « Royaumes Perdus », 2009, 214 p. (ISBN 978-2-7404-2478-0)
- Noire lagune, Nantes, France, Gulf Stream Éditeur, coll. « Courants noirs », 2010, 286 p. (ISBN 978-2-35488-057-6)
- Croquemitaines, Cazouls-les Béziers, France, ill. de Fabien Fernandez, Éditions du Mont, coll. « Légend' », 2010, 32 p. (ISBN 978-2-915652-32-1)
- Princesses des os, Nantes, France, Gulf Stream Éditeur, coll. « Courants noirs », 2010, 270 p. (ISBN 978-2-35488-081-1)
- Llorona on the rocks, Saussay la Campagne, France, Éditions Argemmios, 2010, 249 p. (ISBN 978-2-919049-01-1)
- Le Dernier Ours[6], Rageot, 2012
- Si j'étais un rêve..., France, Flammarion, coll. Tribal, 2015  (ISBN 9782081288348)
- Là où tombent les anges, Nantes, France, Gulf Stream Éditeur, coll. « Électrogène », 2015, 400 p. (ISBN 978-2-35488-206-8) - Prix du Livre numérique (Prix du Jury) 2016[8]
- Tant d'étoiles dans la nuit, Paris, Rageot, 2016, 212 p. (ISBN 978-2-7002-4942-2)
- Sang de lune, Nantes, Gulf Stream, coll. « Electrogène », 2016, 328 p. (ISBN 978-2-35488-416-1)
- Celle qui venait des plaines, Nantes, Gulf Stream, coll. « Electrogène », 2017, 294 p. (ISBN 978-2-354-88498-7)
- Le Jour où je suis partie, Paris, Flammarion, 2017, 185 p. (ISBN 978-2-08-137385-3)[7]
- A cœur battants, Paris, Gulf Stream, 2018, 200 p. (ISBN 978-2-35488-564-9)
- Nos vies suspendues, Paris, Scrineo, 2019, 315 p. (ISBN 978-2-36740-604-6)
- Veggie tendance vegan, Paris, Rageot, 2019, 288 p. (ISBN 978-2-7002-5928-5)
- Des œillets pour Antigone, Paris, Scrineo, 2020, 348 p. (ISBN 978-2-36740-836-1)

### Nouvelles et recueils de nouvelles
- Lettres aux Ténèbres, Fleurance, France, ill. de Fablyrr, Jijicé et Estelle Valls de Gomis, Éditions Le Calepin Jaune, coll. « Passe-velours », 2008, 238 p., 9 ill. (ISBN 978-2-9528966-7-2) (Recueil de nouvelles.)
- Au Miroir des Sphinx, Saussay la Campagne, France, Éditions Argemmios, 2008 (ISBN 978-2-9530239-1-6) (Recueil de nouvelles.)
- Prysmes, Fleurance, France, 11 nouvelles chromatiques, ill. de Fablyrr, Jijicé et Estelle Valls de Gomis, Éditions Le Calepin Jaune, coll. « Passe-velours », 2008, 112 p., 25 ill. (ISBN 978-2-917372-12-8) (Recueil de nouvelles.)
- Jadis : carnets et souvenirs picaresques de la ville infinie, Paris, Éditions Mnémos, coll. « Ourobores », 2016, 192 p. (ISBN 978-2-35408-321-2), Collectif Jadis : Mathieu Gaborit, Régis Antoine Jaulin, Franck Achard, Frédéric Weil, Raphaël Granier de Cassagnac et Nicolas Fructus pour les illustrations ; (Contribution à un ouvrage collectif.)

### Bandes dessinées
- Rouge tagada (ill. Stéphanie Rubini), Nantes, Gulf Stream, coll. « Les Graphiques », 2013, 64 p. (ISBN 978-2-35488-184-9)
- Mots rumeurs, mots cutter (ill. Stéphanie Rubini), Nantes, Gulf Stream, coll. « Les Graphiques », 2014, 72 p. (ISBN 978-2-35488-236-5)
- Invisible (ill. Stéphanie Rubini), Nantes, Gulf Stream, coll. « Les Graphiques », 2015, 78 p. (ISBN 978-2-35488-246-4)
- Secret pour secret (ill. dessins de Jaypee), Nantes, Gulf Stream, coll. « Les Graphiques », 2017, 72 p. (ISBN 978-2-35488-456-7)
- Hiver indien (ill. Stéphanie Rubini), Nantes, Marabout, coll. « Marabulles », 2018, 144 p. (ISBN 978-2-501-12229-0)
- Barricades (ill. Jaypee), Gulf Stream, 2018, 72 p. (ISBN 9782354885380).

### Essai
- Les mondes imaginaires et le déplacement du réel : un questionnement de l’être humain, Lille, France, ANRT, 2004, 530 p. (ISBN 978-2-7295-5209-1)

## Prix et distinctions
- Prix Merlin 2005 pour Les Arcanes de la trahison
- Prix Imaginales Catégorie Meilleur Roman francophone 2011 pour Cytheriae
- Prix Imaginales Catégorie Meilleure Illustration pour Elvire De Cock, pour sa couverture de Cytheriae (livre de Charlotte Bousquet)
- Prix Imaginales des collégiens 2012[5] pour  La Peau des rêves, tome 1 : La Nuit tatouée
- Prix Conseil Général 2014 pour le festival Bd Boum pour Mots rumeurs, mots cutter (avec Stéphanie Rubini)[9]
- Prix Livrentête 2016[10] Catégorie BD Junior, pour Mots rumeurs, mots cutter, avec Stéphanie Rubini
- Prix Gayant Lecture 2016[11] pour  Là où tombent les anges
- Prix Tatoulu 2017[12] pour  Là où tombent les anges